# Saint-Aquilin-de-Corbion
Saint-Aquilin-de-Corbion és un municipi francès situat al departament de l'Orne i a la regió de Normandia. L'any 2017 tenia 67 habitants.

## Demografia
El 2007 tenia 75 habitants en 36 famílies i 73 habitatges (37 habitatges principals, 29 segones residències i vuit desocupats).

## Economia
El 2007 la població en edat de treballar era de 42 persones de les quals 34 eren actives. Hi havia una empresa de construcció i dues d'empreses de serveis. L'any 2000 hi havia set explotacions agrícoles.

## Poblacions més properes
El següent diagrama mostra les poblacions més properes.